# Олешице (гмина)
Олешице (пол. Oleszyce) — городско-сельская гмина (волость) в Польше, входит как административная единица в Любачувский повет, Подкарпатское воеводство. Население — 6615 человек (на 2004 год).

## Демография
| Перепись                       | Всего   | Всего | Женщины | Женщины | Мужчины | Мужчины |
| ------------------------------ | ------- | ----- | ------- | ------- | ------- | ------- |
| Единицы                        | человек | %     | человек | %       | человек | %       |
| Население                      | 6615    | 100   | 3348    | 50,6    | 3267    | 49,4    |
| Плотность населения (чел./км²) | 43,6    | 43,6  | 22,1    | 22,1    | 21,5    | 21,5    |

## Сельские округа
1. Борхув
2. Футоры
3. Нова-Гробля
4. Старе-Олешице
5. Старе-Сёло